# علامة لوفينبرغ
علامة لوفينبرغ (بالإنجليزية: Lowenberg's sign)‏ هي علامة سريرية وجدت في المرضى الذين يعانون من خثار وريدي عميق في الجزء الأسفل من الساق. تكون العلامة إيجابية عندما يثار الألم بسرعة عندما توضع كفة ضغط الدم حول الربلة وتنفخ لحوالي 80 ميليمتر زئبقي. هذه العلامة مثل غيرها من علامات الخثار الوريدي العميق، مثل علامة هومان، وعلامة بانكروفت ليست حساسة ولا محددة لوجود تخثر.
سُميت هذه العلامة نسبةً للطبيب روبرت لوفينبرغ (1917-2000)، حيثُ وصفها عام 1954.